# メルヴァン
メルヴァン （Mervent）は、フランス、ペイ・ド・ラ・ロワール地域圏、ヴァンデ県のコミューン。

## 地理
メルヴァンは県南東部、メール川とヴァンデ川の合流地点、メルヴァン・ヴーヴァンの森の中心にある。森は、アルモリカ山塊最後のふもとを覆う、県第一の森林（2 518,19 ha）である。

## 由来
証明されている地名の最古のつづりは10世紀にさかのぼる。Mareventum、in pago Matreventunoである。アルベール・ドーザとシャルル・ロスタンによれば、地名はガリア語発祥である。maroは大きなことを意味し、viduaは森である。そこに接尾辞の-entumがつく。すなわち『大きな森』を意味する。しかし、別の説が提案されている。メール川から集落の地名がもたらされたとするグザヴィエ・ドゥラマールが与えた説明によれば、近隣の町ヴーヴァン（Vouvent）の名にはガリア語の語幹-ventonが含まれているとする。これは神聖な場所で生贄が捧げられていたことを表す。そうすると、メルヴァンは『メール川の神聖なる地』となる。

## 歴史
語源学によれば、この地方は古代に、異なる人々が暮らす定住地が広大な森を境界にして区切られていた。メール川とヴァンデ川の2つの川谷を見下ろす丘の上に定住地はあり、メルヴァンの位置は通行の管理と防衛の点で優れていた。
このため、初期鉄器時代の末期（ケルト時代）には要塞が高い場所に置かれていた。
17世紀、メルヴァンの森の洞窟の中にモンフォール司祭が隠遁し、その後巡礼の地となった。

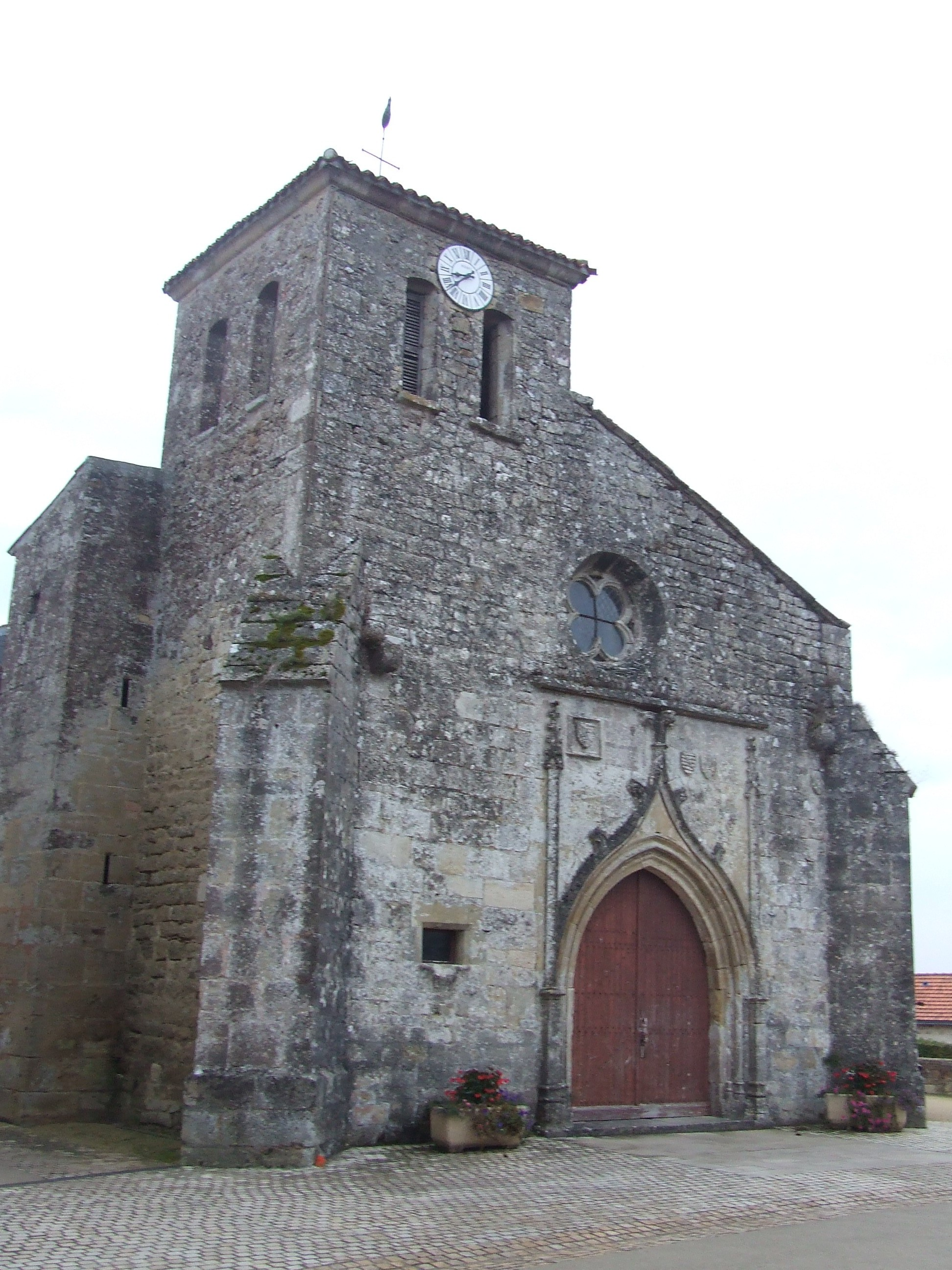
サン・メダール教会
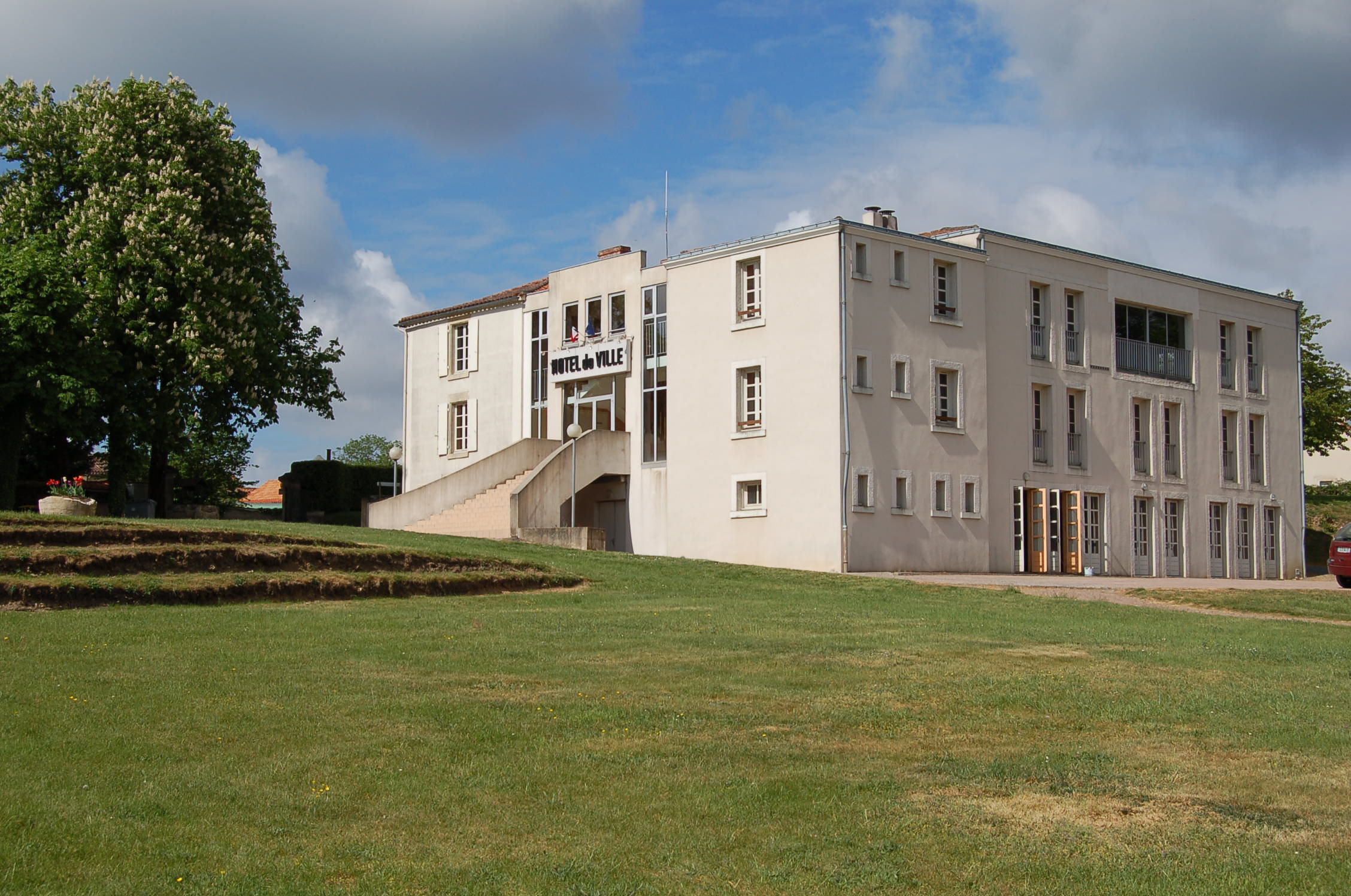
役場
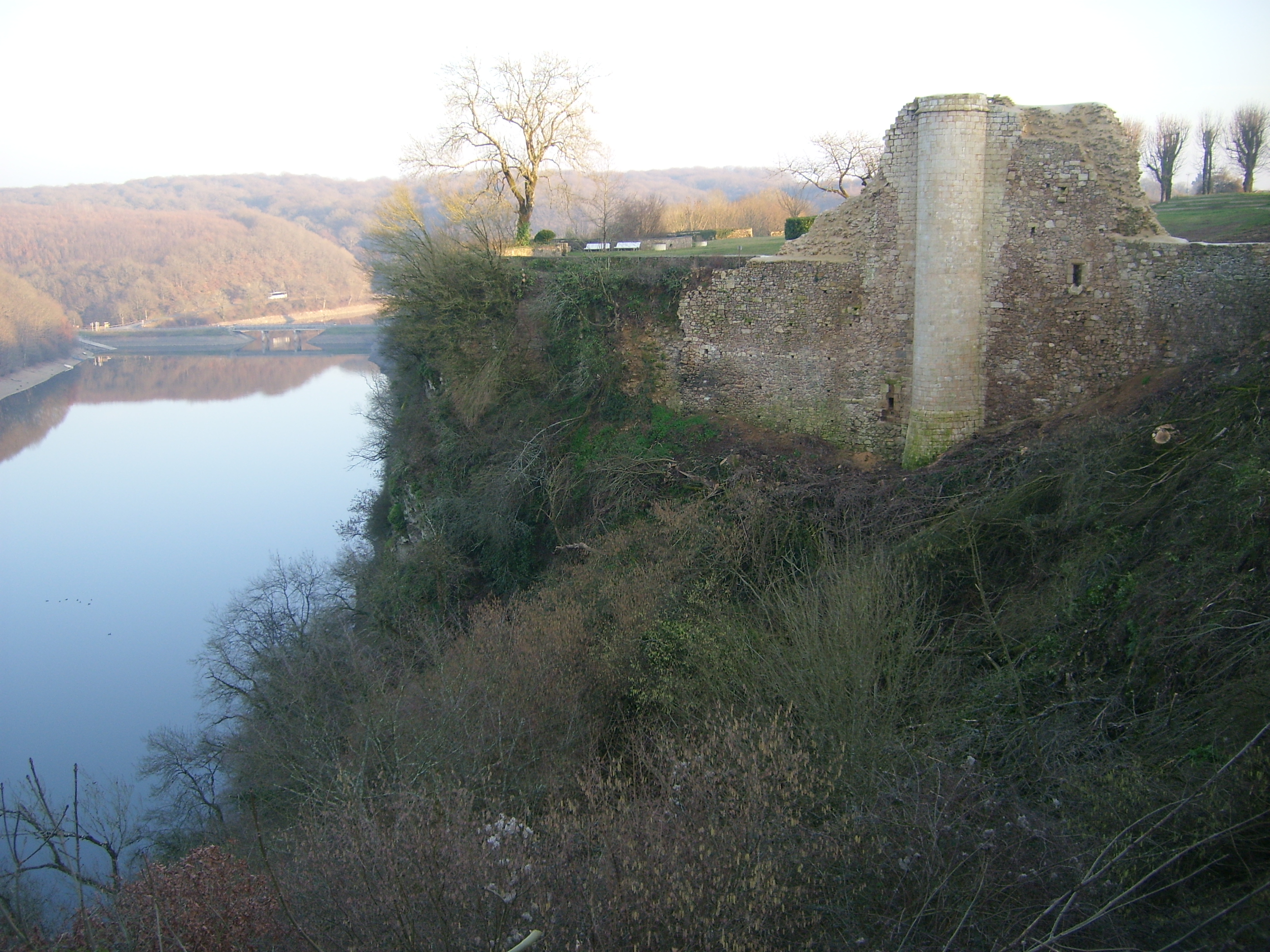
中世の城の遺構
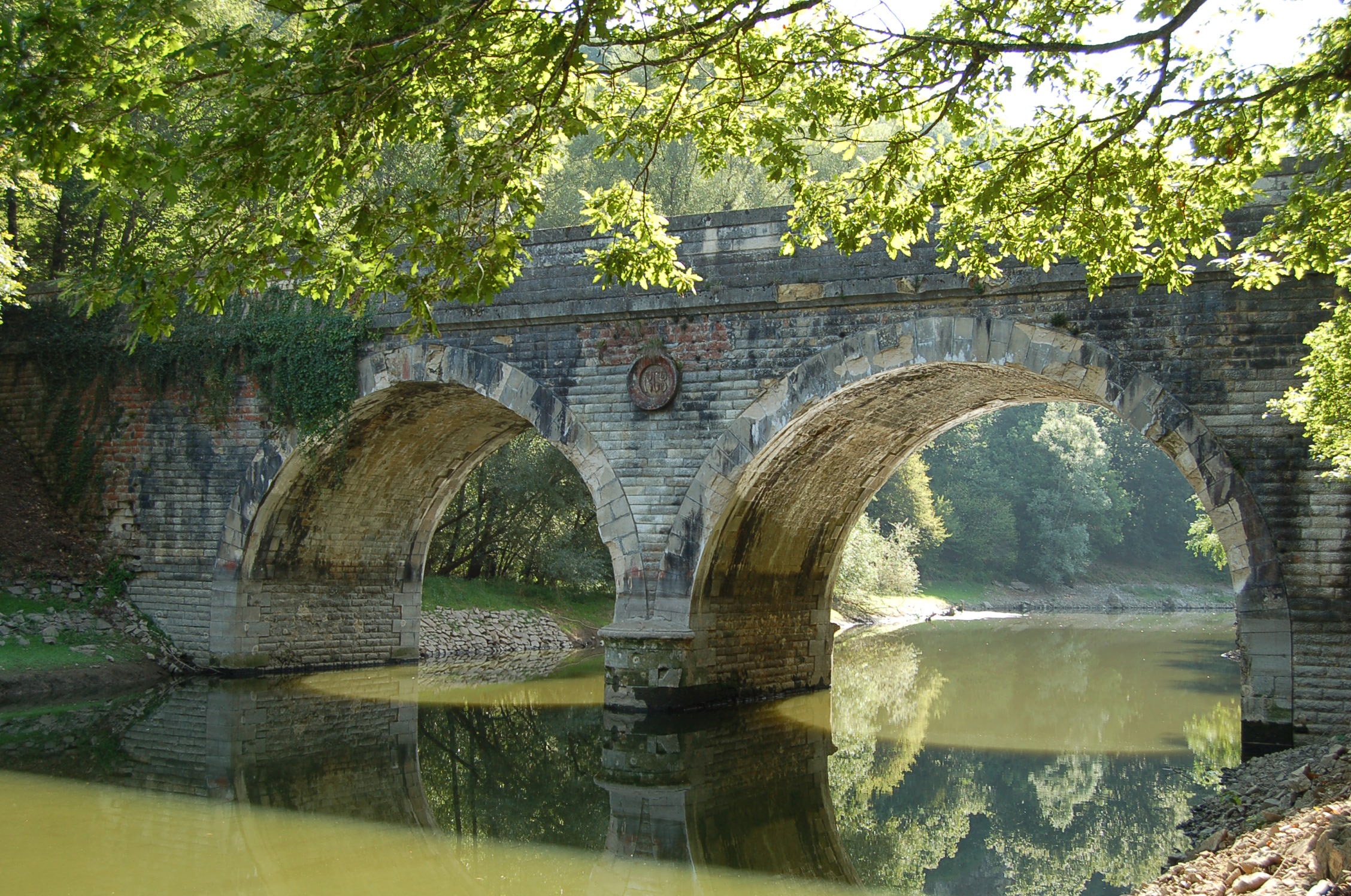
橋
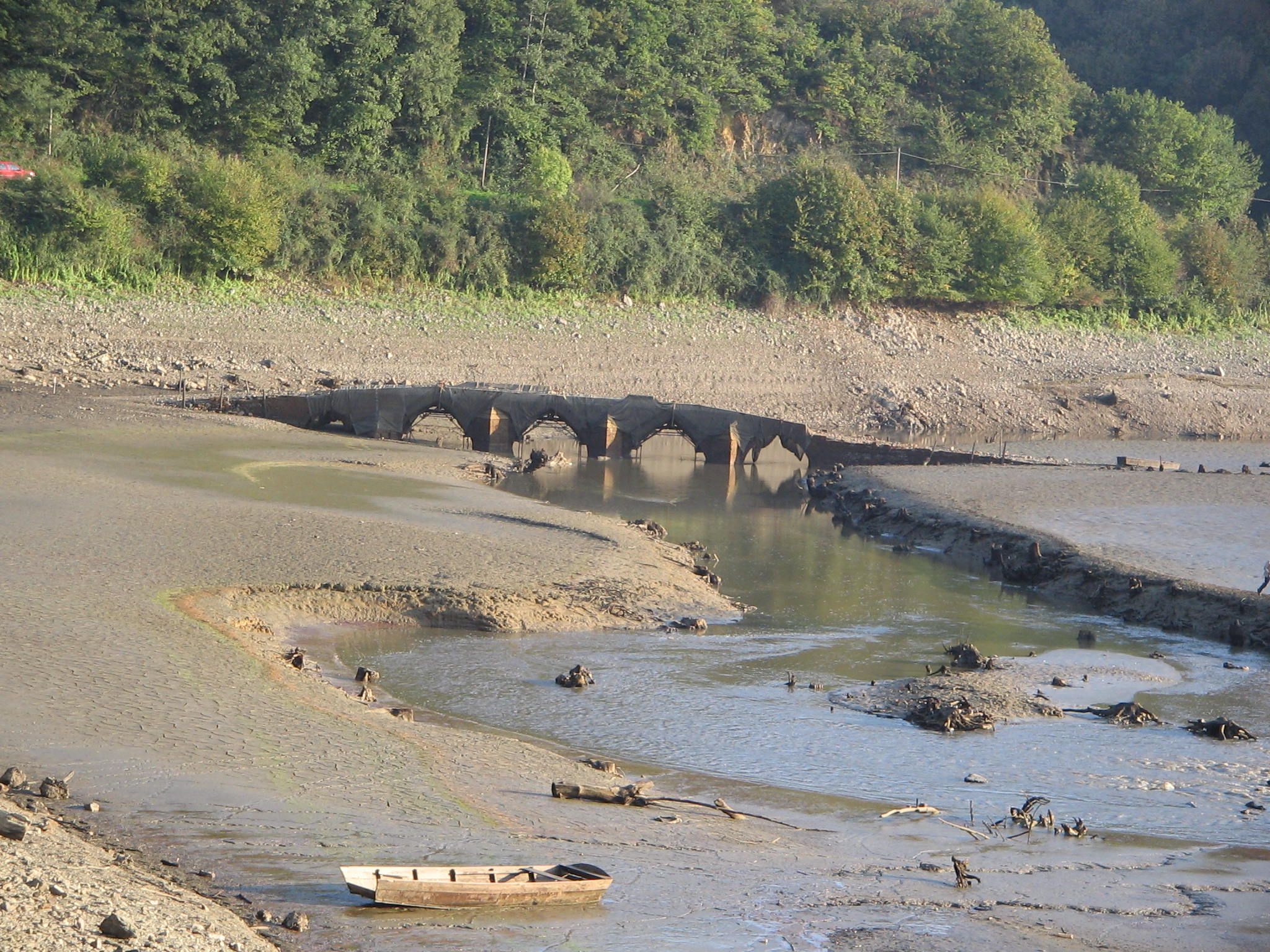
橋
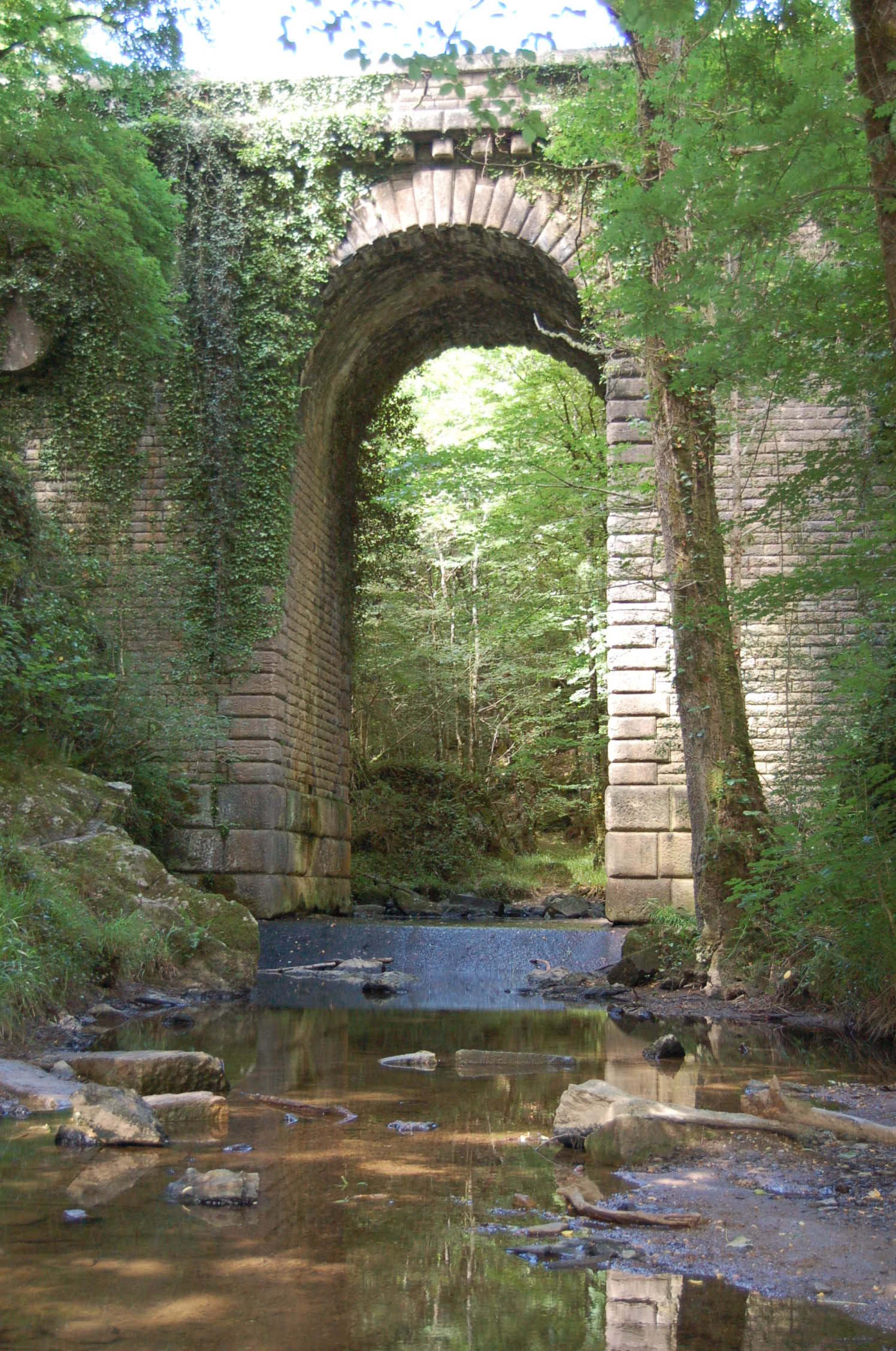
橋
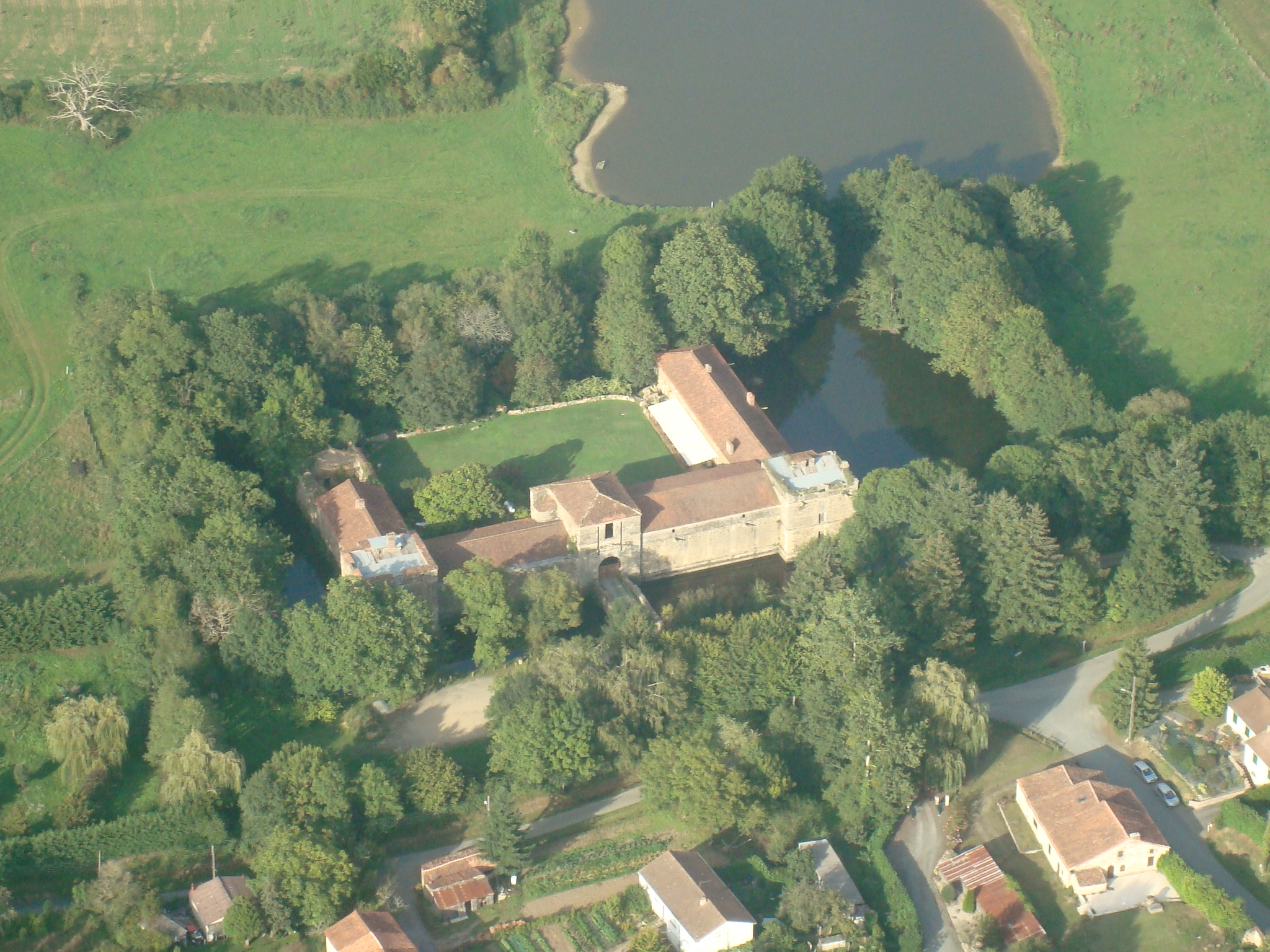
シャトー
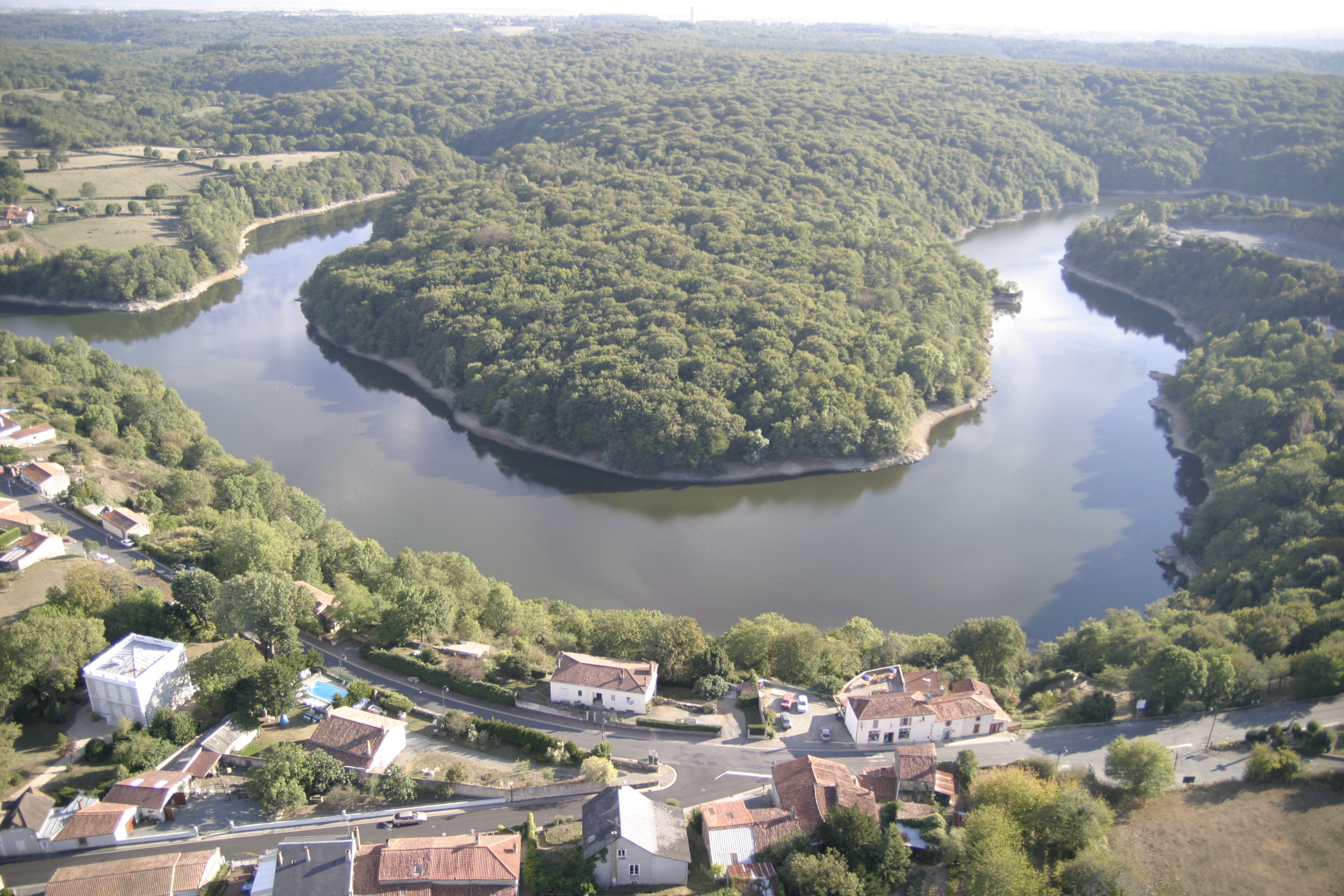
メルヴァン湖
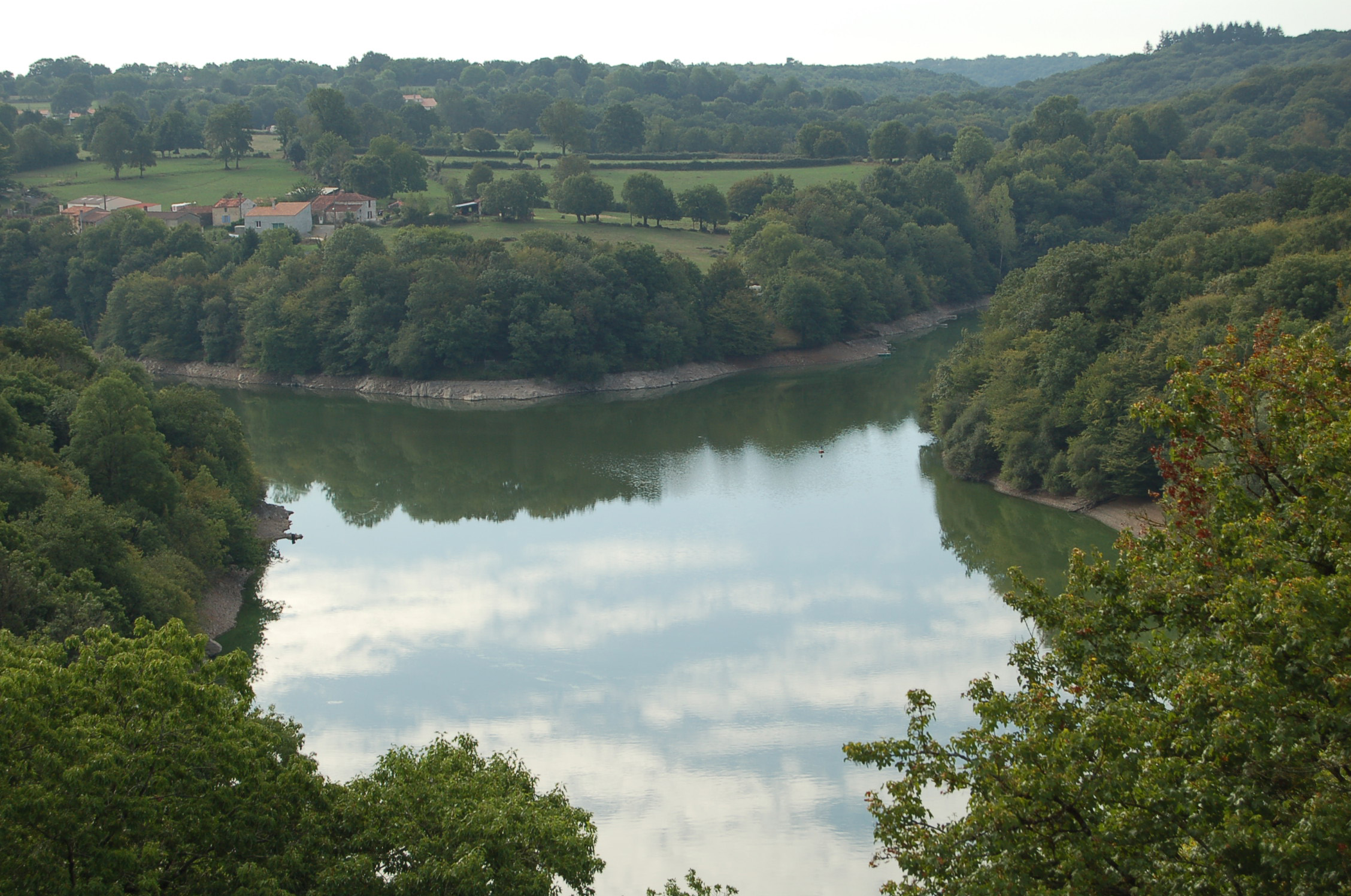
メルヴァン湖
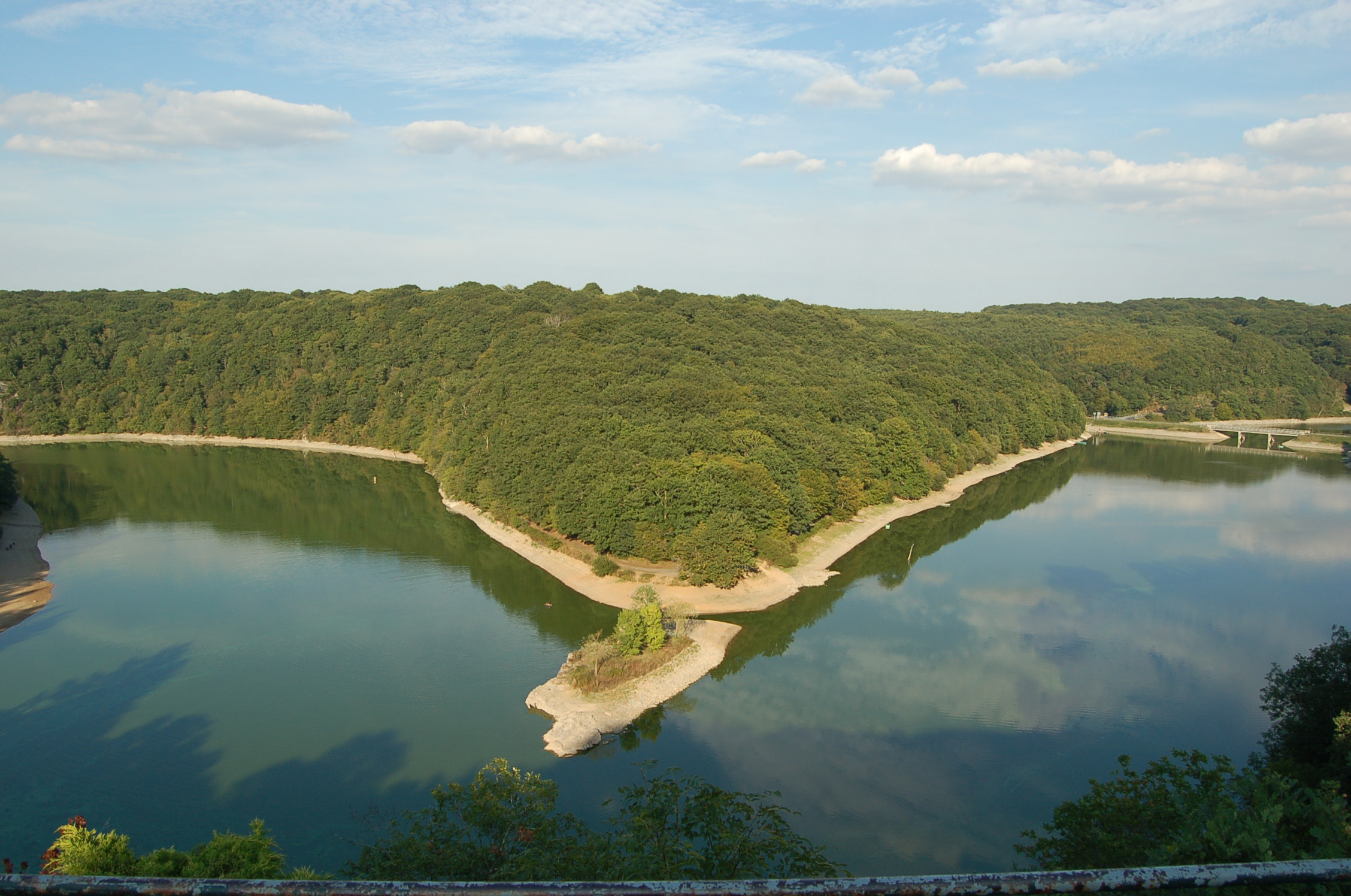
城館の庭と湖
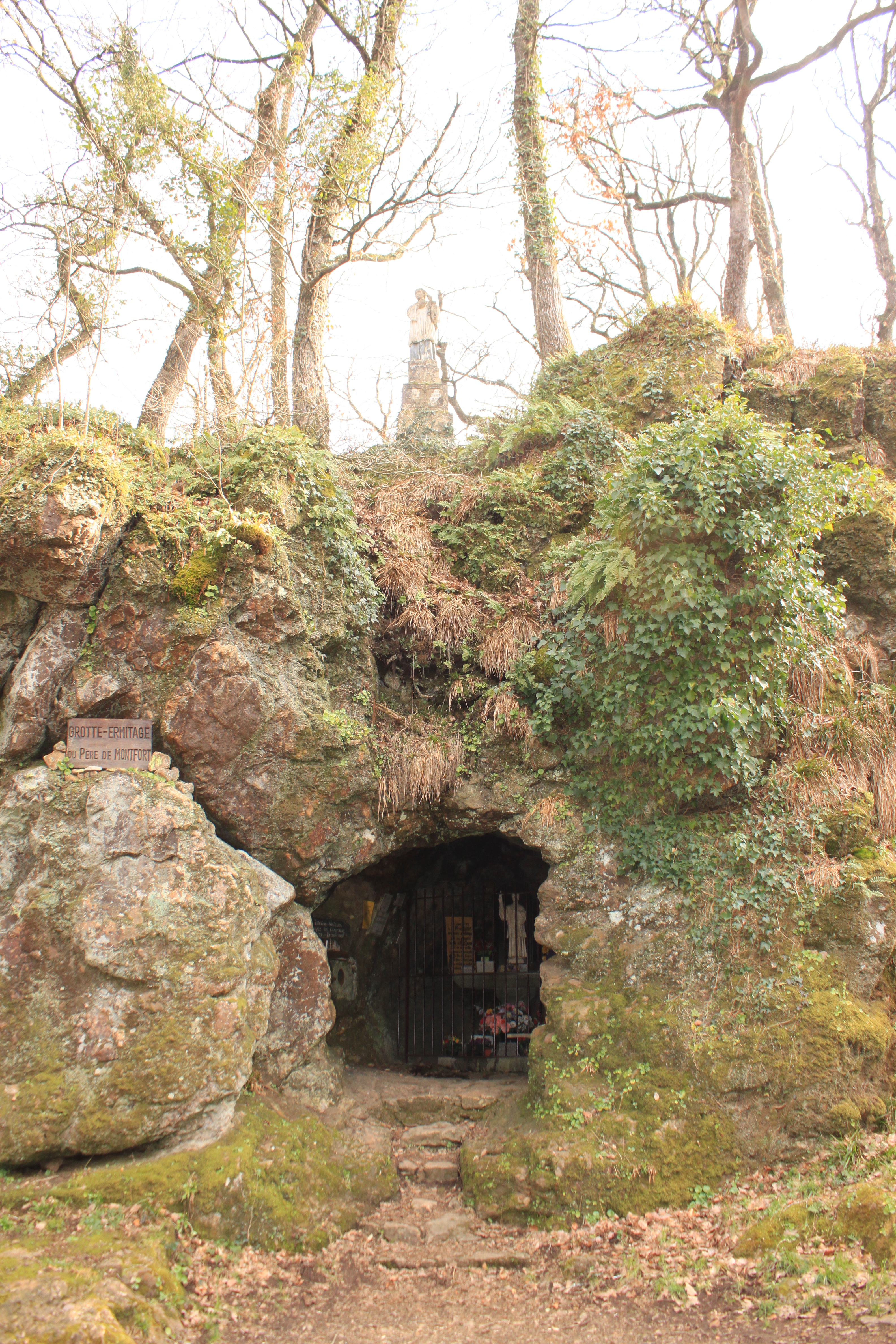
洞窟礼拝堂

## 人口統計
| 1962年 | 1968年 | 1975年 | 1982年 | 1990年 | 1999年 | 2008年 | 2013年 |
| ------ | ------ | ------ | ------ | ------ | ------ | ------ | ------ |
| 964    | 938    | 844    | 890    | 1023   | 1059   | 1083   | 1070   |

参照元:1962年から1999年までは複数コミューンに住所登録をする者の重複分を除いたもの。それ以降は当該コミューンの人口統計によるもの。1999年までEHESS/Cassini、2004年以降INSEE。